# Take a Daytrip
A Take a Daytrip egy amerikai producer és dalszerző duó, amelynek tagjai Denzel Baptiste és David Biral. Olyan slágerek készítésében vettek részt, mint a Mo Bamba (Sheck Wes), Lil Nas X Panini, Montero (Call Me by Your Name) és Industry Baby dalai, a Legends (Juice Wrld), illetve Travis Scott és Kid Cudi The Scotts kislemeze.

## Történet
A duó 2014-ben kezdett el producerként dolgozni. Több slágert is készítettek, amelyek között az első Sheck Wes 2017-es Mo Bamba kislemeze volt, amely hatodik helyig jutott a Billboard Hot 100-on. Legsikeresebb dalaik jelenleg a The Scotts és a Montero (Call Me by Your Name), amelyek első helyig jutottak a Hot 100-on.

## Diszkográfia

### Előadóként

#### Kislemezek
- I Don't Mind (Treez Lowkey közreműködésével) (2017)
- Fiji (Sam Austins közreműködésével) (2017)
- Stressed (Octavian közreműködésével) (2019)
- Louis (Jesse közreműködésével) (2019)
- Lighthouse (Rico Nasty, Slowthai és Icecoldbishop közreműködésével) (2019)

#### Közreműködések
- Raw Emotions (Stolar közreműködésével) (2017)
- Poison (Octavian; Take a Daytrip, Obongjayar és Santi közreműködésével) (2020)
- Soda (DJ Scheme; Cordae, Ski Mask the Slump God és Take a Daytrip közreműködésével) (2020)
- Y Don't U (Park Hye Jin; Clams Casino és Take a Daytrip közreműködésével) (2021)

### Producerként
| Cím                                                                         | Év   | Előadó(k)                     | Album                                                                                | Feladatkör                               |
| --------------------------------------------------------------------------- | ---- | ----------------------------- | ------------------------------------------------------------------------------------ | ---------------------------------------- |
| Cigarette Song                                                              | 2014 | Raury                         | Indigo Child                                                                         | Dalszerző, Producer                      |
| Amor                                                                        | 2014 | Raury                         | Indigo Child                                                                         | Dalszerző, Producer                      |
| Her                                                                         | 2015 | Raury                         | All We Need                                                                          | Hangmérnök, Dalszerző, Producer          |
| Kingdom Come                                                                | 2015 | Raury                         | All We Need                                                                          | Hangmérnök, Dalszerző, Producer          |
| Questions                                                                   | 2015 | Chaz French                   | These Things Take Time                                                               | Hangmérnök, Dalszerző, Producer          |
| Sometimes                                                                   | 2015 | Chaz French                   | These Things Take Time                                                               | Hangmérnök, Dalszerző, Producer          |
| We Made It                                                                  | 2015 | Chaz French                   | These Things Take Time                                                               | Hangmérnök, Dalszerző, Producer          |
| Up To The Crime (77Klash & Vybz Kartel közreműködésével)                    | 2016 | Take A Daytrip                | nem jelent meg albumon                                                               | Keverés, Hangmérnök, Dalszerző, Producer |
| D.O.A.                                                                      | 2016 | Take A Daytrip & Treez Lowkey | nem jelent meg albumon                                                               | Hangmérnök, Dalszerző, Producer          |
| Listen                                                                      | 2016 | Take A Daytrip & Treez Lowkey | nem jelent meg albumon                                                               | Keverés, Hangmérnök, Dalszerző, Producer |
| To The Max                                                                  | 2016 | Take A Daytrip & Treez Lowkey | nem jelent meg albumon                                                               | Keverés, Hangmérnök, Dalszerző, Producer |
| Pay Attention                                                               | 2016 | Take A Daytrip & Treez Lowkey | nem jelent meg albumon                                                               | Hangmérnök, Dalszerző, Producer          |
| Crystal Coated                                                              | 2016 | Aaron Fontwell                | nem jelent meg albumon                                                               | Hangmérnök, Dalszerző, Producer          |
| Bury Me                                                                     | 2016 | The Skins                     | Still Sleep                                                                          | Hangmérnök, Dalszerző, Producer          |
| I                                                                           | 2016 | The Skins                     | Still Sleep                                                                          | Hangmérnök, Dalszerző, Producer          |
| Go Off                                                                      | 2016 | The Skins                     | Still Sleep                                                                          | Hangmérnök, Dalszerző, Producer          |
| Stampede                                                                    | 2016 | The Skins                     | Still Sleep                                                                          | Hangmérnök, Dalszerző, Producer          |
| Worst Luck                                                                  | 2016 | 6LACK                         | FREE 6LACK                                                                           |                                          |
| Twisted Love                                                                |      | Nessly                        | Solo Boy Band                                                                        | Keverés, Hangmérnök, Dalszerző, Producer |
| Regular                                                                     |      | Nessly                        | Solo Boy Band                                                                        | Keverés, Hangmérnök, Dalszerző, Producer |
| Never Knew                                                                  |      | Nessly                        | Solo Boy Band                                                                        | Keverés, Hangmérnök, Dalszerző, Producer |
| I Don't Mind                                                                | 2017 | Take A Daytrip & Treez Lowkey | nem jelent meg albumon                                                               | Keverés, Hangmérnök, Dalszerző, Producer |
| FYE                                                                         | 2017 | Take A Daytrip & Treez Lowkey | nem jelent meg albumon                                                               | Keverés, Hangmérnök, Dalszerző, Producer |
| Over Do It                                                                  | 2017 | Take A Daytrip & Treez Lowkey | nem jelent meg albumon                                                               | Keverés, Hangmérnök, Dalszerző, Producer |
| Working                                                                     | 2017 | Take A Daytrip & Treez Lowkey | nem jelent meg albumon                                                               | Keverés, Hangmérnök, Dalszerző, Producer |
| Blame                                                                       | 2017 | Jesse                         | &                                                                                    | Hangmérnök, Dalszerző, Producer          |
| Barbie & Ken                                                                | 2017 | Jesse                         | &                                                                                    | Hangmérnök, Dalszerző, Producer          |
| Nomadic (Joji közreműködésével)                                             | 2017 | Higher Brothers               | nem jelent meg albumon                                                               | Hangmérnök, Dalszerző, Producer          |
| Believe (Quavo & Lil Yachty közreműködésével)                               | 2017 | A-Trak                        | nem jelent meg albumon                                                               | Hangmérnök, Dalszerző, Producer          |
| Mo Bamba                                                                    | 2017 | Sheck Wes                     | Mudboy                                                                               | Keverés, Hangmérnök, Dalszerző, Producer |
| Thank God                                                                   | 2018 | Nessly                        | Wildflower                                                                           | Keverés, Hangmérnök, Dalszerző, Producer |
| Ungrateful                                                                  | 2018 | Nessly                        | Wildflower                                                                           | Keverés, Hangmérnök, Dalszerző, Producer |
| WHOHASIT (Ski Mask The Slump God közreműködésével)                          | 2018 | Nessly                        | Wildflower                                                                           | Hangmérnök, Dalszerző, Producer          |
| Ballerina (Interlude)                                                       | 2018 | Nessly                        | Wildflower                                                                           | Hangmérnök, Dalszerző, Producer          |
| Back 2 Life                                                                 | 2018 | Nessly                        | Wildflower                                                                           | Keverés, Hangmérnök, Dalszerző, Producer |
| Water Springs (24hrs közreműködésével)                                      | 2018 | Nessly                        | Wildflower                                                                           | Keverés, Hangmérnök, Dalszerző, Producer |
| Can't Answer                                                                | 2018 | Nessly                        | Wildflower                                                                           | Keverés, Hangmérnök, Dalszerző, Producer |
| Not My Lover (Hoodrich Pablo Juan közreműködésével)                         | 2018 | Nessly                        | Wildflower                                                                           | Keverés, Hangmérnök, Dalszerző, Producer |
| Bungee Jump! (Interlude)                                                    | 2018 | Nessly                        | Wildflower                                                                           | Keverés                                  |
| Downers                                                                     | 2018 | Nessly                        | Wildflower                                                                           | Keverés                                  |
| Sorry Not Sorry                                                             | 2018 | Nessly                        | Wildflower                                                                           | Keverés, Hangmérnök, Dalszerző, Producer |
| Secret                                                                      | 2018 | Nessly                        | Wildflower                                                                           | Keverés, Hangmérnök, Dalszerző, Producer |
| Make It Right                                                               | 2018 | Nessly                        | Wildflower                                                                           | Keverés, Hangmérnök, Dalszerző, Producer |
| Kung Fu                                                                     | 2018 | Cordae                        | YBN: The Mixtape                                                                     | Keverés, Hangmérnök, Dalszerző, Producer |
| Target                                                                      | 2018 | Cordae                        | YBN: The Mixtape                                                                     | Keverés, Hangmérnök, Dalszerző, Producer |
| Nervous (Lil Baby, Rich The Kid és Jay Critch közreműködésével)             | 2018 | Famous Dex                    | nem jelent meg albumon                                                               | Dalszerző, Producer                      |
| Give It All Up                                                              | 2018 | Lil West                      | nem jelent meg albumon                                                               | Hangmérnök, Dalszerző, Producer          |
| Baile de la Lluvia                                                          | 2018 | C. Tangana                    | Avida Dollars                                                                        | Producer                                 |
| Complicado                                                                  | 2018 | Audri Nix                     | nem jelent meg albumon                                                               | Hangmérnök, Dalszerző, Producer          |
| Legends                                                                     | 2018 | Juice Wrld                    | Too Soon..                                                                           | Dalszerző, Producer                      |
| Rich and Blind                                                              | 2018 | Juice Wrld                    | Too Soon..                                                                           | Dalszerző, Producer                      |
| Lil Boat                                                                    | 2018 | 88 Glam                       | 88GLAM2.5                                                                            | Hangmérnök, Dalszerző, Producer          |
| Endz                                                                        | 2018 | 88 Glam                       | 88GLAM2.5                                                                            | Hangmérnök, Dalszerző, Producer          |
| Dummy                                                                       | 2018 | 6ix9ine                       | Dummy Boy                                                                            | Dalszerző, Producer                      |
| Home                                                                        | 2018 | Vince Staples                 | Spider-Man: Into the Spider-Verse (Soundtrack from & Inspired by the Motion Picture) | Dalszerző, Producer                      |
| BERZERK                                                                     | 2018 | Scarlxrd                      | INFINITY                                                                             | Dalszerző, Producer                      |
| 2pennies (Tommy Genesis közreműködésével)                                   | 2019 | Lil West                      | Vex Part 1                                                                           | Keverés, Hangmérnök, Dalszerző, Producer |
| No L's (Yung Bans közreműködésével)                                         | 2019 | Lil West                      | Vex Part 1                                                                           | Keverés, Hangmérnök, Dalszerző, Producer |
| Can't Be You                                                                | 2019 | Lil West                      | Vex Part 1                                                                           | Keverés, Hangmérnök, Dalszerző, Producer |
| Not Sure                                                                    | 2019 | Lil West                      | Vex Part 1                                                                           | Keverés, Hangmérnök, Dalszerző, Producer |
| Help                                                                        | 2019 | Lil West                      | Vex Part 1                                                                           | Keverés, Hangmérnök, Dalszerző, Producer |
| Somedays                                                                    | 2019 | Lil West                      | Vex Part 1                                                                           | Keverés, Hangmérnök, Dalszerző, Producer |
| Barn                                                                        | 2019 | Lil West                      | Vex Part 1                                                                           | Keverés, Hangmérnök, Dalszerző, Producer |
| Bad                                                                         | 2019 | Lil West                      | Vex Part 2                                                                           | Keverés, Hangmérnök, Dalszerző, Producer |
| Want Love (Calboy közreműködésével)                                         | 2019 | Lil West                      | Vex Part 2                                                                           | Keverés, Hangmérnök, Dalszerző, Producer |
| Ran Outta Time                                                              | 2019 | Lil West                      | Vex Part 2                                                                           | Keverés, Hangmérnök, Dalszerző, Producer |
| Hot Sauce                                                                   | 2019 | Lil West                      | Vex Part 2                                                                           | Keverés, Hangmérnök, Dalszerző, Producer |
| Pay Me                                                                      | 2019 | Lil West                      | Vex Part 2                                                                           | Keverés, Hangmérnök, Dalszerző, Producer |
| Flaws (Baby Goth közreműködésével)                                          | 2019 | Lil West                      | Vex Part 2                                                                           | Keverés, Hangmérnök, Dalszerző, Producer |
| Better                                                                      | 2019 | Lil West                      | Vex Part 2                                                                           | Keverés, Hangmérnök, Dalszerző, Producer |
| Upset                                                                       | 2019 | Lil West                      | Vex Part 2                                                                           | Keverés, Hangmérnök, Dalszerző, Producer |
| I Don't Even Crip                                                           | 2019 | Yung Bans                     | MISUNDERSTOOD                                                                        | Dalszerző, Producer                      |
| Single Again                                                                | 2019 | Big Sean                      | nem jelent meg albumon                                                               | Dalszerző, Producer                      |
| Facts                                                                       | 2019 | Kevin Gates                   | I'm Him                                                                              | Dalszerző, Producer                      |
| Fatal Attraction                                                            | 2019 | Kevin Gates                   | I'm Him                                                                              | Dalszerző, Producer                      |
| Ice Box                                                                     | 2019 | Kevin Gates                   | I'm Him                                                                              | Dalszerző, Producer                      |
| Louis (Jesse közreműködésével)                                              | 2019 | Take A Daytrip                | nem jelent meg albumon                                                               | Dalszerző, Producer                      |
| Ready Set (Big Sean közreműködésével)                                       | 2019 | Kash Doll                     | nem jelent meg albumon                                                               | Dalszerző, Producer                      |
| Broke As Fuck                                                               | 2019 | Cordae                        | The Lost Boy                                                                         | Dalszerző, Producer                      |
| No Rappers                                                                  | 2019 | G-Eazy                        | B-Sides                                                                              | Dalszerző, Producer                      |
| Lighthouse (Rico Nasty, ICECOLDBISHOP, & Slowthai közreműködésével)         | 2019 | Take A Daytrip                | nem jelent meg albumon                                                               | Hangmérnök, Producer                     |
| Play Wit Ya                                                                 | 2019 | Dreezy                        | Big Dreez                                                                            | Dalszerző, Producer                      |
| Stressed                                                                    | 2019 | Take A Daytrip, Octavian      | nem jelent meg albumon                                                               | Hangmérnök, Dalszerző, Producer          |
| STP                                                                         | 2019 | Cousin Stizz                  | Trying To Find My Next Thrill                                                        | Keverés, Hangmérnök, Dalszerző, Producer |
| Panini                                                                      | 2019 | Lil Nas X                     | 7                                                                                    | Hangmérnök, Dalszerző, Producer          |
| Rodeo (Cardi B közreműködésével)                                            | 2019 | Lil Nas X                     | 7                                                                                    | Hangmérnök, Dalszerző, Producer          |
| AL1ENZ                                                                      | 2019 | Denzel Curry, Cordae          | nem jelent meg albumon                                                               | Dalszerző, Producer                      |
| Speed Me Up (Ty Dolla $ign, Lil Yachty, & Sueco The Child közreműködésével) | 2020 | Wiz Khalifa                   | nem jelent meg albumon                                                               | Dalszerző, Producer                      |
| Levi High (DaBaby közreműködésével)                                         | 2020 | DaniLeigh                     | MOVIE                                                                                | Dalszerző, Producer                      |
| Poison (Take A Daytrip, Obongjayar, & Santi közreműködésével)               | 2020 | Octavian                      | nem jelent meg albumon                                                               | Hangmérnök, Dalszerző, Producer          |
| Good In Bed                                                                 | 2020 | Dua Lipa                      | Future Nostalgia                                                                     | Dalszerző, Producer                      |
| Samba                                                                       | 2020 | NSG                           | Roots                                                                                | Hangmérnök, Dalszerző, Producer          |
| West Ten                                                                    | 2020 | AJ Tracey, Mabel              | nem jelent meg albumon                                                               | Hangmérnök, Dalszerző, Producer          |
| Hero                                                                        | 2020 | Weezer                        | Van Weezer                                                                           | Dalszerző                                |
| THE SCOTTS                                                                  | 2020 | Travis Scott, Kid Cudi        | Ismeretlen                                                                           | Dalszerző, Producer                      |
| Pick From Pain                                                              | 2020 | YoungBoy Never Broke Again    | 38 Baby 2                                                                            | Dalszerző, Producer                      |
| Wolves (Post Malone közreműködésével)                                       | 2020 | Big Sean                      | Detroit 2                                                                            | Dalszerző, Producer                      |
| Everything That's Missing (Dwele közreműködésével)                          | 2020 | Big Sean                      | Detroit 2                                                                            | Dalszerző, Producer                      |
| Bad Energy                                                                  | 2020 | Juice Wrld                    | Legends Never Die                                                                    | Dalszerző, Producer                      |
| High                                                                        | 2020 | Miley Cyrus                   | Plastic Hearts                                                                       | Dalszerző, Producer                      |
| Soda (Cordae, Ski Mask the Slump God és Take A Daytrip közreműködésével)    | 2020 | DJ Scheme                     | FAMILY                                                                               | Dalszerző, Producer                      |
| HOLIDAY                                                                     | 2020 | Lil Nas X                     | Ismeretlen                                                                           | Hangmérnök, Dalszerző, Producer          |
| STFU                                                                        | 2020 | Rico Nasty                    | Nightmare Vacation                                                                   | Hangmérnök, Dalszerző, Producer          |
| Girl Scouts                                                                 | 2020 | Rico Nasty                    | Nightmare Vacation                                                                   | Hangmérnök, Dalszerző, Producer          |
| Tequila Shots                                                               | 2020 | Kid Cudi                      | Man On The Moon III: The Chosen                                                      | Dalszerző, Producer                      |
| Another Day                                                                 | 2020 | Kid Cudi                      | Man On The Moon III: The Chosen                                                      | Dalszerző, Producer                      |
| Damaged                                                                     | 2020 | Kid Cudi                      | Man On The Moon III: The Chosen                                                      | Dalszerző, Producer                      |
| Sad People                                                                  | 2020 | Kid Cudi                      | Man On The Moon III: The Chosen                                                      | Dalszerző, Producer                      |
| Rockstar Knights (Trippie Redd közreműködésével)                            | 2020 | Kid Cudi                      | Man On The Moon III: The Chosen                                                      | Dalszerző, Producer                      |
| 4 da Kids                                                                   | 2020 | Kid Cudi                      | Man On The Moon III: The Chosen                                                      | Dalszerző, Producer                      |
| Lord I Know                                                                 | 2020 | Kid Cudi                      | Man On The Moon III: The Chosen                                                      | Dalszerző, Producer                      |
| Montero (Call Me by Your Name)                                              | 2021 | Lil Nas X                     | MONTERO                                                                              | Dalszerző, Producer                      |
| Sun Goes Down                                                               | 2021 | Lil Nas X                     | MONTERO                                                                              | Dalszerző, Producer                      |
| Industry Baby (Jack Harlow közreműködésével)                                | 2021 | Lil Nas X                     | MONTERO                                                                              | Dalszerző, Producer                      |

### Slágerlistán szereplő dalok
| Cím                                                     | Év   | Slágerlisták | Slágerlisták | Slágerlisták | Slágerlisták | Slágerlisták | Slágerlisták | Minősítések | Album                  |
| Cím                                                     | Év   | US           | US R&B/HH    | AUS          | CAN          | NZ           | UK           | Minősítések | Album                  |
| ------------------------------------------------------- | ---- | ------------ | ------------ | ------------ | ------------ | ------------ | ------------ | --- | ---------------------- |
| Mo Bamba (Sheck Wes)                                    | 2017 | 6            | 2            | 29           | 5            | 16           | 26           | - RIAA: 5× Platina - MC: 3× Platina | Mudboy                 |
| Legends (Juice Wrld)                                    | 2018 | 29           | 13           | 97           | 26           | —            | 98           | - RIAA: Platina - MC: Arany | Too Soon..             |
| Lil Boat (88Glam)                                       | 2018 | —            | —            | —            | 8            | —            | —            | - MC: Arany | 88Glam 2               |
| Panini (Lil Nas X)                                      | 2019 | 5            | 2            | 15           | 8            | 14           | 21           | - RIAA: 5× Platina - MC: 4× Platina | 7                      |
| Single Again (Big Sean)                                 | 2019 | 64           | 25           | —            | —            | —            | —            | | nem jelent meg albumon |
| Rodeo (Lil Nas X; Cardi B vagy Nas közreműködésével)    | 2020 | 22           | 12           | 72           | 44           | —            | 55           | - RIAA: Platina - MC: Arany | 7                      |
| The Scotts (Travis Scott és Kid Cudi, The Scotts néven) | 2020 | 1            | 1            | 4            | 1            | 2            | 11           | - RIAA: Platina | Ismeretlen             |
| West Ten (AJ Tracey és Mabel)                           | 2020 | —            | —            | —            | —            | —            | 5            | - BPI: Arany | Ismeretlen             |
| Bad Energy (Juice Wrld)                                 | 2020 | 16           | 13           | 42           | 36           | —            | —            | | Legends Never Die      |
| Wolves (Big Sean és Post Malone)                        | 2020 | 65           | 24           | —            | 56           | —            | —            | | Detroit 2              |
| Holiday (Lil Nas X)                                     | 2020 | 37           | 11           | 44           | 26           | 10           | 41           | | Ismeretlen             |
| Montero (Call Me by Your Name) (Lil Nas X)              | 2021 | 1            | —            | 1            | 1            | 2            | 1            | - RIAA: 2× Platina - ARIA: Platina - AFP: Arany - BEA: Arany - BPI: Platina - GLF: Platina - IFPI DEN: Arany - IFPI GRE: Platina - IFPI SWI: Arany - PRO: Platina - FIMI: Platina - RMNZ: Platina - ZPAV: Arany | MONTERO                |
| Sun Goes Down (Lil Nas X)                               | 2021 | 66           | —            | 82           | 41           | —            | 42           | | MONTERO                |